# 迈克·布朗 (篮球教练)
迈克尔·“迈克”·布朗（英語：Michael “Mike” Brown，1970年3月5日—），出生于俄亥俄州哥伦布，美国职业篮球教练，現擔任NBA紐約尼克主教練。从2005年6月2日起执教NBA球队克里夫兰骑士队。 经过在格雷格·波波维奇手下的学习，布朗已经被联盟广泛认定为防守方面的专家，他将騎士隊训练成联盟中最好的防守球队之一，並带领球队打入了2007年NBA总决赛。
迈克·布朗是克里夫兰骑士队历史上最成功的教练。2008-09赛季，率领骑士创造全联盟最佳战绩的布朗还被评选为年度最佳教练，这也是自1976年的比尔·费奇之后，骑士队历史上第二位年度最佳教练。
2009-10赛季，率领骑士再度以常规赛冠军的身份杀入季后赛，却在第二轮被波士顿賽爾提克逆转翻盘。无法在季后赛中更进一步，也导致布朗最终被骑士解雇。
隨着前洛杉磯湖人隊教練菲爾·傑克遜退休，邁克·布朗獲得4年1800萬美元合約接管湖人教鞭將會接任洛杉磯湖人隊教練一職。隔年在季前賽苦吞八連敗，加上前五場比賽只拿下一勝，也导致布朗最终被湖人解雇，由前尼克隊總教練麥克·狄安東尼執掌湖人兵符。
隨着前克里夫蘭騎士隊教練拜伦·斯科特被開除一個禮拜，球團跟迈克·布朗簽下5年2000萬美元合約回鍋接任騎士隊教練一職。
骑士队在2009-10赛季赢得了联盟最佳的61场比赛。然而，球队在2010年5月13日的东區半决赛中被波士顿凯尔特人淘汰出局。5月24日，克里夫蘭騎士宣布開除主帥迈克·布朗。
2016-17赛季，金州勇士聘請迈克·布朗擔任助理教練。2017年4月23日，勇士與拓荒者的季後賽第三戰在北京時間早上10：30開打，不過賽前勇士因總教練史蒂夫·科爾因為身體不適，不會出席領軍，主帥一職將由助教布朗暫代。
2020年2月5日，他被宣佈為奈及利亞國家男子籃球隊新任主教練。
2022年5月9日，ESPN報導，消息人士透露，簽下一份三年合約。成為國王的新任主帥。科爾在 COVID-19檢測呈陽性後，確定代理西部半決賽第4場對陣孟菲斯灰熊隊的勇士隊代理主教練。
2022-23赛季，終結國王連續16年無緣晉級季後賽的他成為NBA歷史上第一次以全票之姿當選2022-23球季當選最佳教練，但在季後賽第一輪於領先2-0的情況下被舊東家衛冕軍金州勇士逆轉翻盤。
2024年6月1日，本季在季後賽附加賽出局，不過布朗已同意三年。續約，基本年薪為850萬美元（約新台幣2.76億元），加上獎金，每年最高可達1000萬美元（約新台幣3.24億元）。
2024年12月28日，近17戰12敗目前正在近3年來首次5連敗中的沙加緬度國王，今天傳出已經開除總教練Mike Brown的消息，據傳原助理教練Doug Christie將暫代總教練職務。

## 主教练战绩
| 队伍         | 赛季    | 常规赛 | 常规赛 | 常规赛 | 常规赛 | 常规赛 | 季后赛 | 季后赛 | 季后赛 | 季后赛 | 季后赛       |
| 队伍         | 赛季    | 比赛   | 胜     | 负     | 胜率   | 排名   | 比赛   | 胜     | 负     | 胜率   | 结果         |
| ------------ | ------- | ------ | ------ | ------ | ------ | ------ | ------ | ------ | ------ | ------ | ------------ |
| 克里夫兰骑士 | 2005-06 | 82     | 50     | 32     | .610   | 2      | 13     | 7      | 6      | .538   | 第二輪失利   |
| 克里夫兰骑士 | 2006-07 | 82     | 50     | 32     | .610   | 2      | 20     | 12     | 8      | .600   | 總決賽失利   |
| 克里夫兰骑士 | 2007-08 | 82     | 45     | 37     | .549   | 2      | 13     | 7      | 6      | .538   | 第二輪失利   |
| 克里夫兰骑士 | 2008-09 | 82     | 66     | 16     | .805   | 1      | 14     | 10     | 4      | .714   | 東區決賽失利 |
| 克里夫兰骑士 | 2009-10 | 82     | 61     | 21     | .744   | 1      | 11     | 6      | 5      | .545   | 第二輪失利   |
| 洛杉磯湖人   | 2011-12 | 66     | 41     | 25     | .621   | 1      | 12     | 5      | 7      | .417   | 第二輪失利   |
| 洛杉磯湖人   | 2012-13 | 5      | 1      | 4      | .200   | -      | -      | -      | -      | .      | 被開除       |
| 克里夫兰骑士 | 2013-14 | 82     | 33     | 49     | .402   | 3      | -      | -      | -      | .      | 未進入季後賽 |
| 沙加緬度國王 | 2022-23 | 82     | 48     | 34     | .585   | 1      | 7      | 3      | 4      | .429   | 第一輪失利   |
| 沙加緬度國王 | 2023-24 | 82     | 46     | 36     | .561   | 4      |        |        |        | –      | 未進入季後賽 |
| 沙加緬度國王 | 2024-25 | 31     | 13     | 18     | .419   | -      |        |        |        | –      | 被開除       |
| 总计         | 总计    | 758    | 454    | 304    | .599   |        | 90     | 50     | 40     | .556   |              |

## 名人轶事
- 迈克·布朗在德国期间就读的维尔茨堡美国高中离沙奎尔·奥尼尔就读的富尔达美国高中只有60英里的距离。